# Chagny (Ardennes)
Chagny település Franciaországban, Ardennes megyében. Lakosainak száma 172 fő (2022. január 1.). Chagny Baâlons, Bouvellemont, Jonval, Marquigny, Omont, La Sabotterie és Bairon-et-ses-Environs községekkel határos.

## Népesség
A település népességének változása:
| Lakosok száma | 173  | 127  | 128  | 165  | 181  | 182  | 184  | 182  | 179  | 172  |
|               | 1968 | 1982 | 1990 | 2006 | 2013 | 2015 | 2017 | 2019 | 2020 | 2022 |